# Parc Nacional Munții Măcinului
El Parc Nacional de les Muntanyes Măcinului és una zona protegida d'interès nacional que correspon a la segona categoria de la UICN (parc nacional, zona de conservació especial), situada a la part sud-est de Romania, al territori nord-oest del comtat de Tulcea. Es va establir amb la finalitat de conservar i capitalitzar científicament i turísticament la zona, atès que les muntanyes Macin són la formació geològica més antiga del país.

## Ubicació
L'espai natural s’estén al nord-est de l'altiplà de Dobrogea (a la part central de les muntanyes Măcin) al comtat de Tulcea, als territoris administratius de les comunes de Cerna, Greci, Hamacearca, Jijila, Luncavița i Turcoaia. El parc el ressegueix per l'est la carretera comarcal DJ222A, que connecta el poble de Nifon amb Luncavita.

## Fonament
La primera proposta d'establiment del Parc Nacional de les Muntanyes Măcinului es va fer el 1998 i serà declarada zona protegida per la Llei núm. 5 de 6 de març de 2000 (sobre l'aprovació del Pla nacional d'ordenació del territori - Secció III - àrees protegides). El 2003, per decisió del Govern núm. 230 del 4 de març (sobre la delimitació de les reserves de la biosfera, els parcs nacionals i parcs naturals i l'establiment de les seves administracions), es restabliran els seus límits i l'àrea. L'àrea protegida es troba sota l'administració de l'Administració forestal nacional-Romsilva.
El parc nacional inclou la reserva natural del bosc de Valea Fagilor i se superposa tant al lloc d'importància comunitària de les muntanyes Măcin com a l'àrea especial de protecció contra l'avifauna Măcin - Niculițel.

## Geologia i geomorfologia

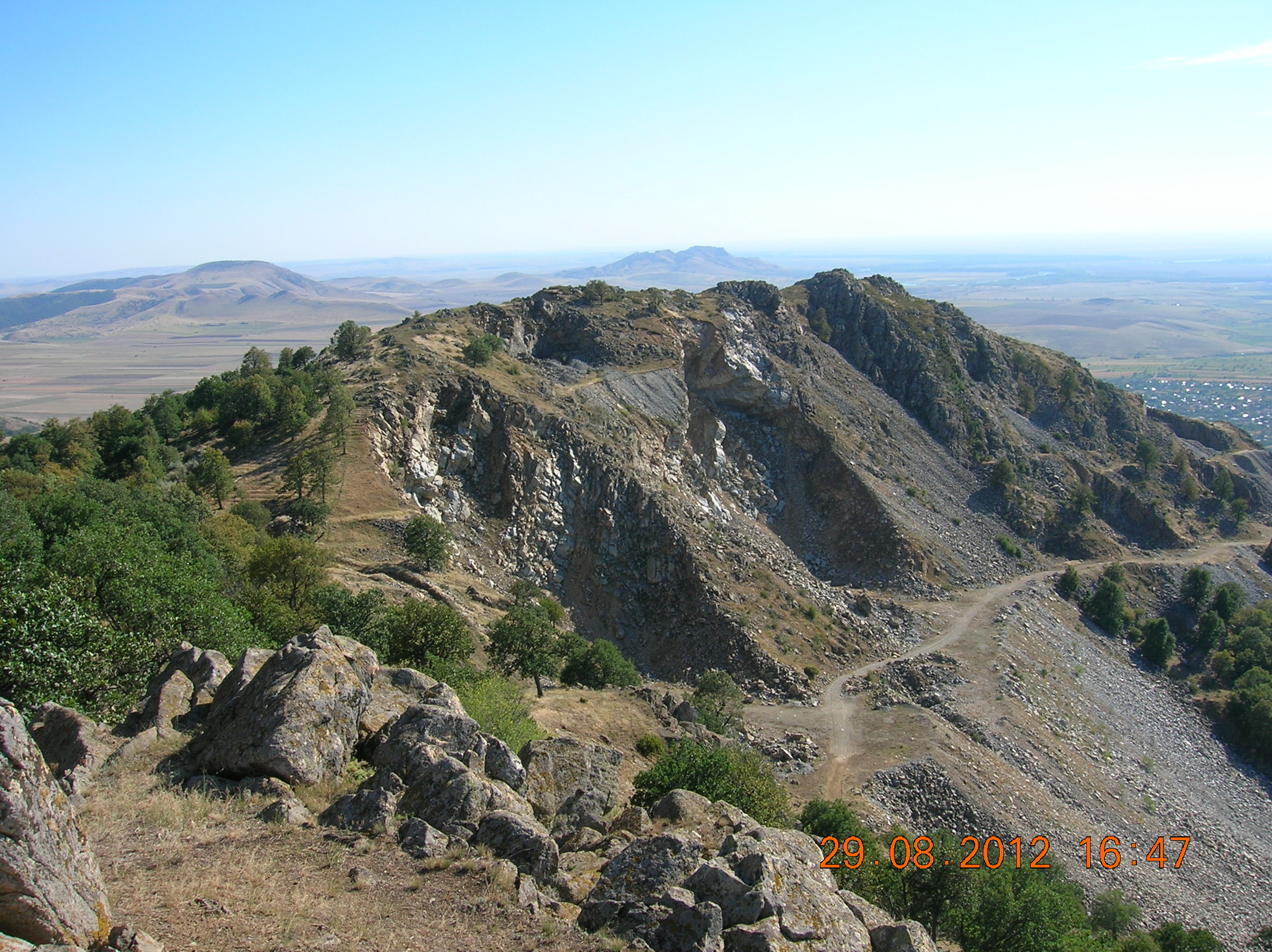
Pic Ghiunaltu (442 m)

A la regió orogènica del nord de Dobrogea es van produir múltiples moviments tectònics (fa centenars de milions d'anys) que van conduir a la formació d'una serralada amb una gran complexitat geològica. S'hi troben afloraments d'esquists cristal·lins formats per roques metamòrfiques (quarsites, mica esquists, amfibolites, fil·lites) atribuïdes al paleozoic, roques magmàtiques hercinianes, magmatites formades per roques intrusives (diorites, granodiorites, granits, gabre), roques efusives (riolites, basalts), roques formades per cimentar sediments (tufs volcànics) i roques sedimentàries; pissarres i gresos.
Des del punt de vista de la geomorfologia, les muntanyes de Măcinului presenten un relleu de diversitat (control de l'erosió, arrodonits conjunts de roques volcàniques, roques irregulars de mides i formes geomòrfiques de diversos detritus, augmenta el quars d'esquist, turons, carenes, depressions allargades) consta de cims (pic Țuțuiatul - 467 m, Ghiunaltu Peak - 442, Pietrosu Mare Peak - 426 m, Jalbă Peak, Cavalu Peak, Țuglea Peak, Sulucu Mare Peak, Vergu Peak, Vinului Peak , Caramalău Peak), hills (Dealul Orliga, Dealul P, Dealiu Dealul, Dealul lui David, Dealul Crapcea, Dealul Carpelit), cims (Culmea Cheii, Culmea Pricopanului) i valls (Valea Piscu Înalt, Valea Morsu, Valea Piatra Roșie, Valea Curaturi, Valea Taița - Nifon, Valea lui Puiu, Valea Cozluk, Valea Jugului, Valea Adâncă, Valea Seacă, Valea Plopilor, Valea Fagilor).

## Hidrografia
El parc és una zona protegida d'aigües superficials que pertany a la divisòria d'aigües de diversos rius amb cabals petits afluents del Danubi i el Mar Negre. Així, el riu Taița (drenatge de la Depressió Superior Taița-Horia) amb els seus afluents drets (Curaturi, Valea Purcăreți, Valea Vinului i el riu Crapcea); Rierol de Luncavița (que drena la depressió homònima) amb el seu afluent esquerre Valea Fagilor; el riu Cerna (afluents de Bordeiul Bratu, Megina) i el rierol Sorniac. La principal característica de la xarxa hidrogràfica és el subministrament d'aigua resultant de les pluges.

## Clima
El clima de les muntanyes Măcin és temperat-continental amb influències estepàtiques a la part sud i mediterrània a les carenes i cims.
La temperatura mitjana anual oscil·la entre els 9 i els 11 °C. La precipitació atmosfèrica mitjana anual (pluja, calamarsa, aiguaneu, neu) oscil·la entre els 450 i els 500 mm.
Els vents predominants són: El vent que bufa més sovint a l'hivern assolint velocitats de 30 a 35 m / s i portant neu, ventisca i gelades; Suhoveiul: vent sec d'estiu i Băltărețul, un vent càlid i humit que sovint provoca pluges.

## Biodiversitat
Les muntanyes de Măcin presenten un espai natural (emmarcat en una regió biogeogràfica estepària) amb una elevada diversitat florística i faunística, expressada tant a nivell d'espècies com a nivell d'ecosistemes terrestres i aquàtics específics del nord de Dobrogea.

### Hàbitats
El parc té deu hàbitats naturals; fagedes dobrogues, boscos de roures i carpen, boscos balcànics-panonians de cel i roure sèssil, vegetació d'estepa forestal eurosiberiana amb Quercus spp, vegetació forestal ponto-sarmàtica amb roure pluvial, arbusts caducifolis ponto-sarmàtics, estepes ponto-sarmàtiques, comunitats pioneres de Sedo-Scleranthion o Sedo albi-Veronicion dilleni sobre roques silícies, aiguamolls i pantans i coves panòniques i ponto-sarmàtiques on està prohibit l'accés públic.

### Fauna
La fauna del parc és diversa i consta de diverses espècies de mamífers, aus, rèptils, amfibis i insectes (alguns dels quals són molt rars o endèmics) protegits a nivell europeu per la Directiva 92/43 / CE de 21 de maig de 1992 (sobre conservació d'hàbitats naturals i espècies de fauna i flora salvatges) o a la llista vermella de la UICN.
Mamífers amb espècies de senglar (Sus scrofa) xacal daurat (Canis aureus), cérvol (Cervus elaphus), cérvol (Capreolus capreolus), guineu (Vulpes vulpes), linx (Lynx lynx), gat salvatge (Felis silvestris), marta (Martes foina), marta (Martes martes), hàmster romanès (Mesocricetus newtoni), fura tacada (Vormela peregusna), fura estepària (Mustela eversmannii), fura europea (Spermophilus citellus), conill (Lepus europaeus)), esquirol de jardí (Crocidura suaveolens), ratpenat de ferradura gran (Rhinolophus ferrumequinum).
La presència d'ecosistemes terrestres (boscos, arbusts, prats, penya-segats) i ecosistemes aquàtics (llacs i estanys prop de la serralada) garanteix unes condicions favorables per alimentar i viure diverses espècies d'aus protegides a nivell europeu per la Directiva CE 147 / CE (annex Ia) de 30 de novembre de 2009.

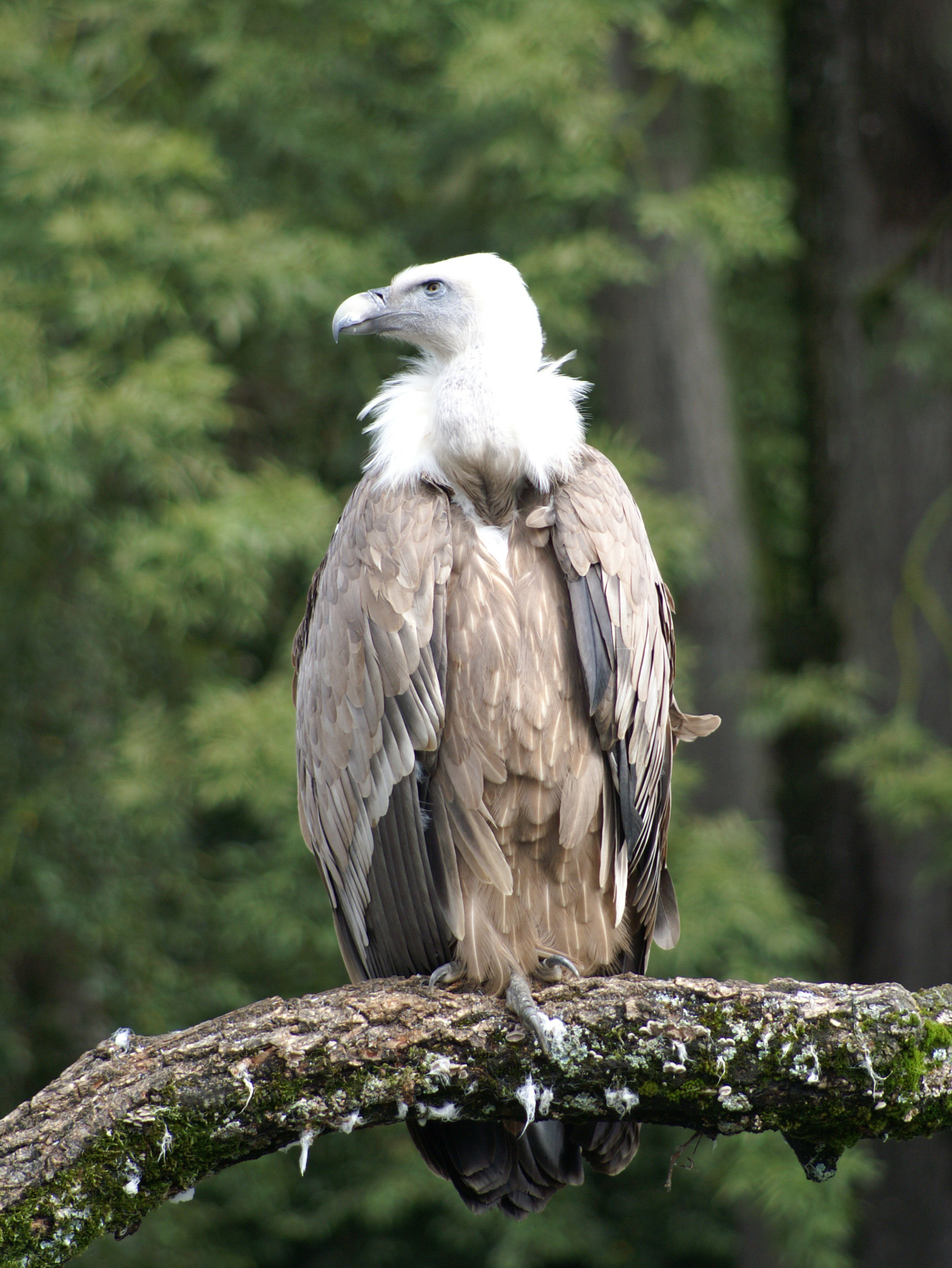
Àliga calba posada

Ocells migradors regulars i nidificants: Àguila imperial (Aquila heliaca), àguila daurada (Aquila chrysaetos), àliga menor (Aquila pomarina), àliga alta (Aquila clanga), PAS d'àguila (Aquila nipalensis)) àguila amb potes curtes (Levant brevipes), garsa (Ardea purpurea), nit de garza (Nycticorax nycticorax), estanys petits (Anser erythropus); al camp (Anthus campestris), l'ocell del camp (Burhinus oedicnemus), mussol (Bubo bubo), gran ratolí (Buteo rufinus), serp (Circaetus gallicus), cigonya blanca (Ciconia ciconia), cigonya negra (Ciconia nigra), garsa blanca (Circus aeruginosus), garsa blanca (Circus pygargus), garsa marró (Circus cyaneus), garza blanca (Circus macrourus), picot (Coracias garrulus), esquirol de galta blanca (Chlidonias hybridus), rossinyol (Caprimulgus europaeus), gripau de peu curt (Calandrella brachydactyla) picot de roure (Dendrocopos medi nosaltres), picot negre (Dryocopus Martius), fuster de dors blanc (picot garser dorsblanc), fuster jardí (Dendrocopos syriacus), agró blanc (Egretta alba), el corc de jardí (hortolà), falcó hivern (Falcon), a la nit voltor (Falco vespertinus), falcó pelegrí (Falco peregrinus), falcó del Danubi (Falco cherrug), àguila calba (Gyps fulvus), mosca petita (Ficedula parva), mosca de coll (Ficedula albicollis), gall (Grus grus), de cua (Haliaeetus albicilla), xanqueria (himantopus himantopus), llanganissa dorsal vermella (Lanius collurio), llangardaix gris (Lanius minor), filomel (Luscinia Luscinia), rossinyol (Luscinia megarhynchos), estel negre (Milvus migrans), cua blanca (Motacilla alba), groc cua mosca (Motacilla flava), mosca gris (Muscicapa striata), beceró gris (Miliaria calandra), merla (Monticola saxatilis), grangur (Oriolus oriolus), roca negra (Oenanth i pleschanka), picapedrer de l'Est (còlit pàl·lid), pelicà comuns (Pelecanus onocrotalus), arrissat pelicà (Pelecanus crispus), la pala (Platalea leucorodia), vespa (Pernis apivorus), l'àguila pescadora (Pandion haliaetus), Phoenicus), crepitant Wren (Phylloscopus sibilatrix), pardal espanyol (Passer hispaniolensis), hort de tit (Parus lugubris) ciocântors (Recurvirostra avosetta), whinchat negre (Saxicola torquata), Silvia low (Sylvia curruca), Silvia plain (Sylvia communis), picot de cap negre (Sylvia atricapilla), xiulet de pantà (Tringa glareola), pupa (Upupa epops), merla (Turdus merula), tord (Turdus pilaris), tord cantant (Turdus philomelos).
Rèptils i amfibis: serp esculàpia (Elaphe longissima), drac marí (Elaphe sauromates), escurçó cornut (Vipera ammodytes), llangardaix de fulla (Ablepharus kitaibelii), llangardaix de camp (Podarcis taurica) esquirol de terra (Testudo graeca), ivori de panxa groga (Bombina variegata), granota de bosc vermella (Rana dalmatina), granota de terra (Pelobates fuscus), gripau marró (Bufo bufo), granota de color verd (Bufo viridis), brot d'arbre verd (Hyla arborea), granota de bosc vermell (Rana dalmatina).
Invertebrats: (escarabats i papallones): el gran sastre de roure (Cerambyx cerdo), el sastre de roure gris (Morimus funereus), el rave (Lucanus cervus), l'escarabat ermità (Osmoderma eremita), el saltamart de l'estepa (Saga pedo)), el tallagespa transsilvànic (Pholidoptera transsylvanica); així com 10 espècies rares de papallones: Lycaena dispar (papallona porpra), Callimorpha quadripunctaria (papallona tigre), Euphydryas maturna, Euphydryas aurinia, Apatura metis, Hyles hippophaes, Kirinia roxelana, Maculinea arion (Zânassy mn) (apolo negre).

### Flora
La flora de l'àrea protegida és diversificada, formada per espècies d'arbres, arbusts, herbes i flors (amb elements submediterranis, mediterranis-pòntics, balcànics, esteparis i esteparis forestals, asiàtics, euroasiàtics, pòntics, caucàsics) distribuïts en capes, segons l'estructura geològica, les característiques del sòl i el clima, l'estructura geomorfològica o l'altitud; inclosos alguns protegits per la llei i enumerats a l'annex Ia de la Directiva 92/43 / CE del Consell de 21 de maig de 1992.
Arbres i arbusts amb espècies: roure (Quercus petraea), roure (Quercus robur), roure pluvial (Quercus pubescens), roure (Quercus pedunculiflora), faig (Fagus sylvatica), faig de Crimea (Fagus taurica), cel (cirerer Quercus), carp (Carpinus betulus), carp (Carpinus orientalis), til·ler de plata (Tilia tomentosa), carp (Carpinus orientalis), farinetes (Fraxinus ornus), freixe (Fraxinus excelsior, Fraxinus coriariaefolia), avellana (Corylus avellana), arç blanc (Crataegusogyna), corni (Ligustrum vulgare) i sambovina (Celtis glabrata).

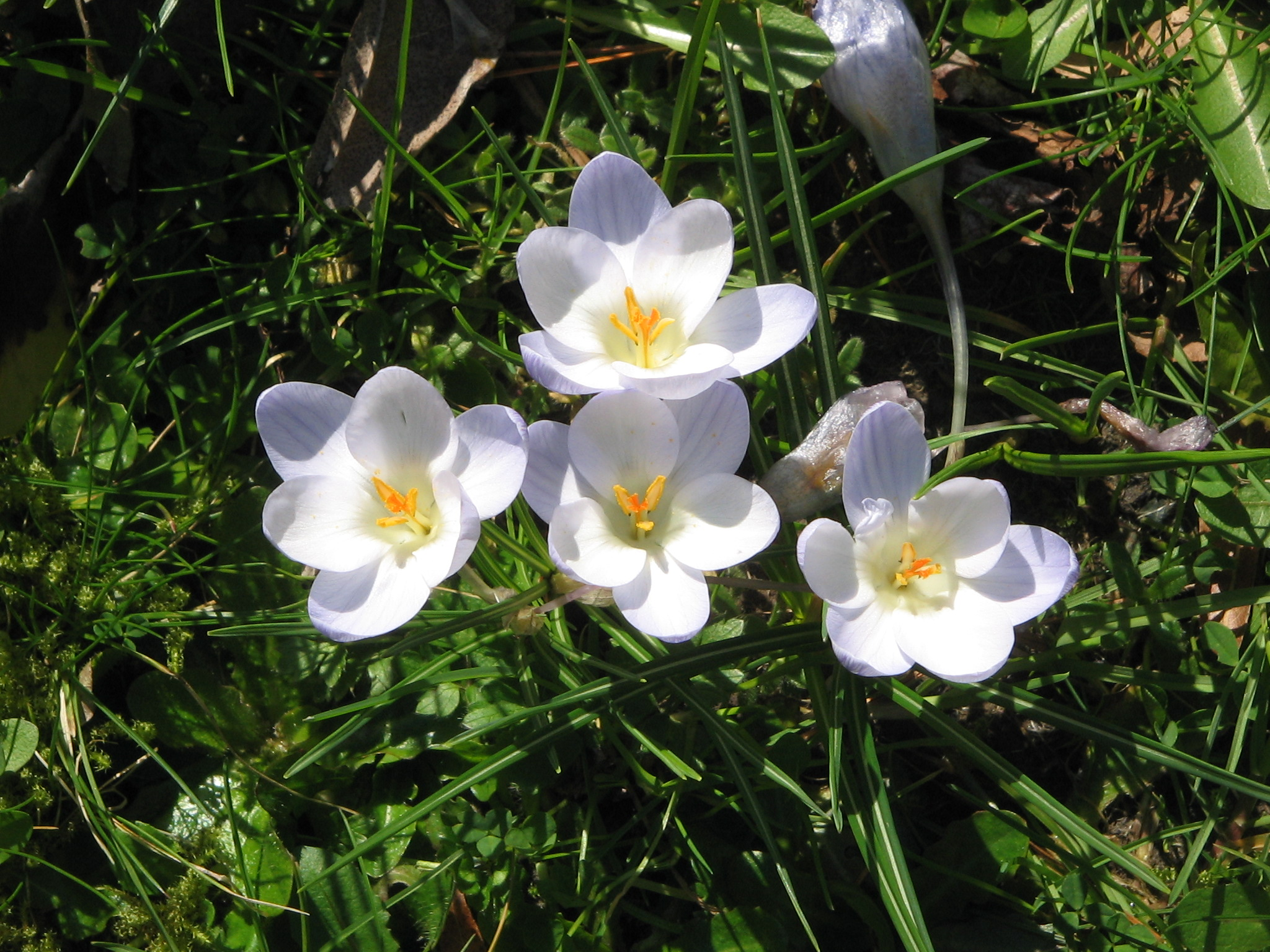
Gripau crocant chrysanthus

A nivell d'herbes es troben diversos elements florístics rars o endèmics; incloent: campana dobroga (Campanula romanica), cap de serp (Echium russicum), clavell nan (Dianthus nardiformis), merenga (Moehringia jankae), ous de pollancre (Himantoglossum caprinum), cúrcuma (Agrimonia pilosa), cua de ratolí (cua de ratolí)) Achillea leptophylla, Achillea ochroleuca) hajmă gibberish (Allium flavum ssp. Tauricum), rainbow (Lychnis coronaria), gooseherd (Arabis TURRI), l'espècie (Allium moschatum), falguera mediterrània (asplenium Adiantum-nigrum), òxid Asplenium nord) COSAC Pont (astràgal Ponticus), anet estepa (cachrys alpina), el card (Centaurea gracilenta), knotweed (Centaurea jankae, Centaurea Póntica i tenuiflora Centaurea), corretjola (Convolvulus lineatus) coronişte (coronilla scorpioides), safrà (Crocus chrysanthus), safrà a ratlles (Crocus variegatus), clavell (Dianthus guttatus), jacint (Scutellaria orientalis), pantà (Epipactis helleborine), altres dobrogens (Euphorbia dobrogensis), alior (Euphorbia quadrilateri var. Transitori), la primavera de llet (Euphorbia myrsinites) scânteioara (Gagea saxatilis), roca encesa (Gagea szovitsii), lliri de neu (Galanthus elwesii, Galanthus plicatus), vainilla silvestre (Heliotropium supinum) llengua Mar (Iberis saxatilis), enciam (Lactuca vímet), merenga (Moehringia grisebachii), cua de cranc de riu (Potentilla bifurca), peu de lleó (Gymnospermium altaicum), falda "Mar Sant" (Nepeta ucranica), mantega de vaca (Orchis morio ssp. picta), porc espí (Orchis purpurea), gallet (Orchis simia), peònia romanesa (Paeonia peregrina), peònia d'estepa (Paeonia tenuifolia), escarabat (Paliurus spina-christi), rosa (Rosa turcica), enciam (Scorzonera austriaca), raia ovada (Mercurialis ovata), dobroga (Silene compacta), enciam forestal (Smyrnium perfoliatum), corró (Spiraea crenata), colília (Stipa ucrainica), alazà (Symphytum tauricum) i fetitxe (Valerianella coronata).

## Vulnerabilitat
El parc té diversos punts de vulnerabilitat com el turisme incontrolat, caça furtiva, pastura dispersa, tala il·legal que condueix a la supressió d'hàbitats, crema de vegetació, destrucció d'espècimens de flora espontània, captura il·legal de tortugues terrestres dobroges (Testudo graeca), extensió de granges, així com també els esports extrems (fora vehicles de carretera, quads, motos) que pertorben la tranquil·litat de la zona.

## Carreteres d'accés
- Carretera nacional DN22 a la ruta: Constanța - Tariverde - Mihai Viteazu - Baia, Tulcea - carretera nacional DN22D en direcció a Caugagia - Slava Rusă - Slava Cercheză - Ciucurova - Atmagea - Horia - carretera comarcal DJ222A - Balabancea.

## Ambientació de la pel·lícula
El Parc Nacional de les Muntanyes Măcinului va ser un escenari impressionant per a la pel·lícula històrica romanesa Aferim! dirigit per Radu Jude. El llargmetratge va participar al Festival Internacional de Cinema de Berlín el 2015, on Radu Jude va ser guardonat amb l'Os de Plata a la millor direcció.

## Monuments i atraccions turístiques
Als voltants del parc hi ha molts objectius d'interès històric, cultural i turístic (llocs de culte, jaciments arqueològics, espais naturals, zones protegides); tan:
- Monestir de Cocoșu del poble de Niculițel, monument històric fundat a iniciativa de l'arximandrita Visarion el 1833.
- Monestir Celic-Dere de Frecăței. El lloc de culte ortodox va ser fundat pel bisbe Athanasie Lisivenco el 1835 i està dedicat a l'Assumpció.
- Monestir Saon de Frecăței, un monestir de monjos dedicat a l '"Ascensió del Senyor", que data del 1833.
- Mesquita Mestan Aga de Măcin, construïda el 1860, monument històric.
- Casa commemorativa "Panait Cerna" al poble de Cerna, construïda al segle XIX, monument històric.
- El jaciment arqueològic "Cetatea Troesmis" de Turcoaia (assentament medieval del segle XV). VIII - XII, època altmedieval; assentament de la baixa edat romana; cementiri medieval; necròpolis plana i tumular a partir del seg. I - VII, Edat romana).
- Jaciment arqueològic de Trajà (campament i assentament romà).

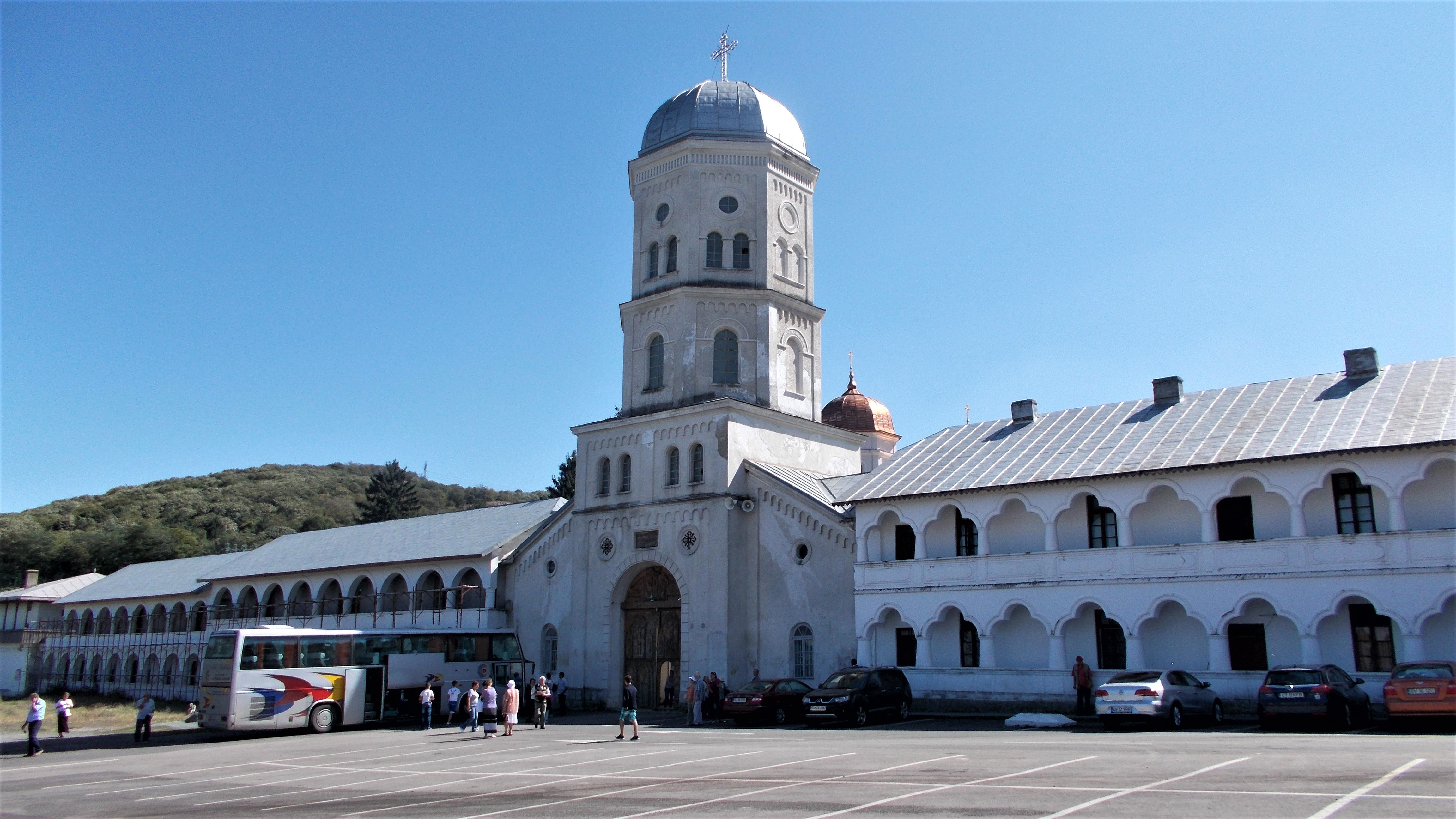
Monestir de Cocoșu

- Monestir de CocoșuJaciment arqueològic "Fortalesa Arrubium" de Macin (campament romà Arrubium, assentament medieval, assentament romà, cementiri musulmà i necròpolis romana).
- Jaciment arqueològic "Cetatea Dinogetia" de Garvăn (fortalesa medieval, fortalesa romà-bizantina, necròpolis i assentaments civils de l'època romà-bizantina).
- Jaciments arqueològics Villa rustica 1 i Villa rustica 2 de Niculițel.
- Pas de Carapelit (també conegut com a "pas de l'Iaila"), que passa a 192 m d'altitud, entre les muntanyes Măcinului al nord i l'altiplà de Babadag al sud, al llarg de la carretera nacional DN22D.
- Pasul Teilor (conegut com “La Patru Drumuri”) situat a 187 m d'altitud. Al llarg de la carretera comarcal DJ222A, entre les muntanyes Măcinului a l'oest i l'altiplà de Niculițel a l'est.
- Delta (classificat com a reserva de la biosfera), zona natural inclosa al patrimoni mundial de la UNESCO.
- La reserva natural El lloc fosilífer del turó de Bujoarele que alberga restes de fauna fòssil (crustacis, coralls, mol·luscs) atribuïdes al període geològic del Devonià.

Esdeveniments culturals
- " Teilor Festival " a Luncavița, un esdeveniment cultural que se celebra cada any a finals de juny; un festival local que combina el folklore musical-coreogràfic i el vestuari popular amb els costums i la tradició de la zona.

## Senders de muntanya
El Parc Nacional de les Muntanyes Măcinului està travessat per diversos senders de muntanya (turístics) disposats (amb llocs d'acampada) per tal de facilitar l'accés segur dels turistes a la destinació escollida.
- Cozluk (marcatge de punt vermell) a la ruta: Greci - Valea Cozluk - Valea Jugului - Groapa d'Aramă - Valea Adâncă - Valea Plopilor - Greci (4h 20 ″).
- Pic Crapcea (banda vermella) a la ruta: Cerna - Vall de Puiu - Pic Echiștea - Pic Crapcea - Turó Crapcea - Balabancea (3h 10 ″).
- Cim Pricopanului (banda blava) a la ruta: Măcin - Pic Sulucu Mare - Piatra Râioasă - Șeaua Șerparu - Caramalău Peak - Izvorul Tămăduirii (Healing Fountain) - Măcin (4h 10 ″).
- Țuțuianu (triangle blau) a la ruta: Greci - Vall de Morsu - Pic Țuțuianul - Vall de Piscu Înalt - Vall de Seacă - Vall de Fagilor - Cetățuia (jaciment arqueològic) - Luncavița (5h 10 ″).
- Drum Hill (triangle vermell) a la ruta: Greci - Vall Racova - Vall Piatra Roșie - Vall Curaturi - Vall Taița - Nifon (3h 30 ").
- Valea Vinului (triangle groc) a la ruta: Cerna - Valea Cernei - Valea Poteca Țigăncii - Vârful Vergu - Vârful Vinului - Creasta Cardonului - Hamcearca (3h 10 ″).

## Galeria

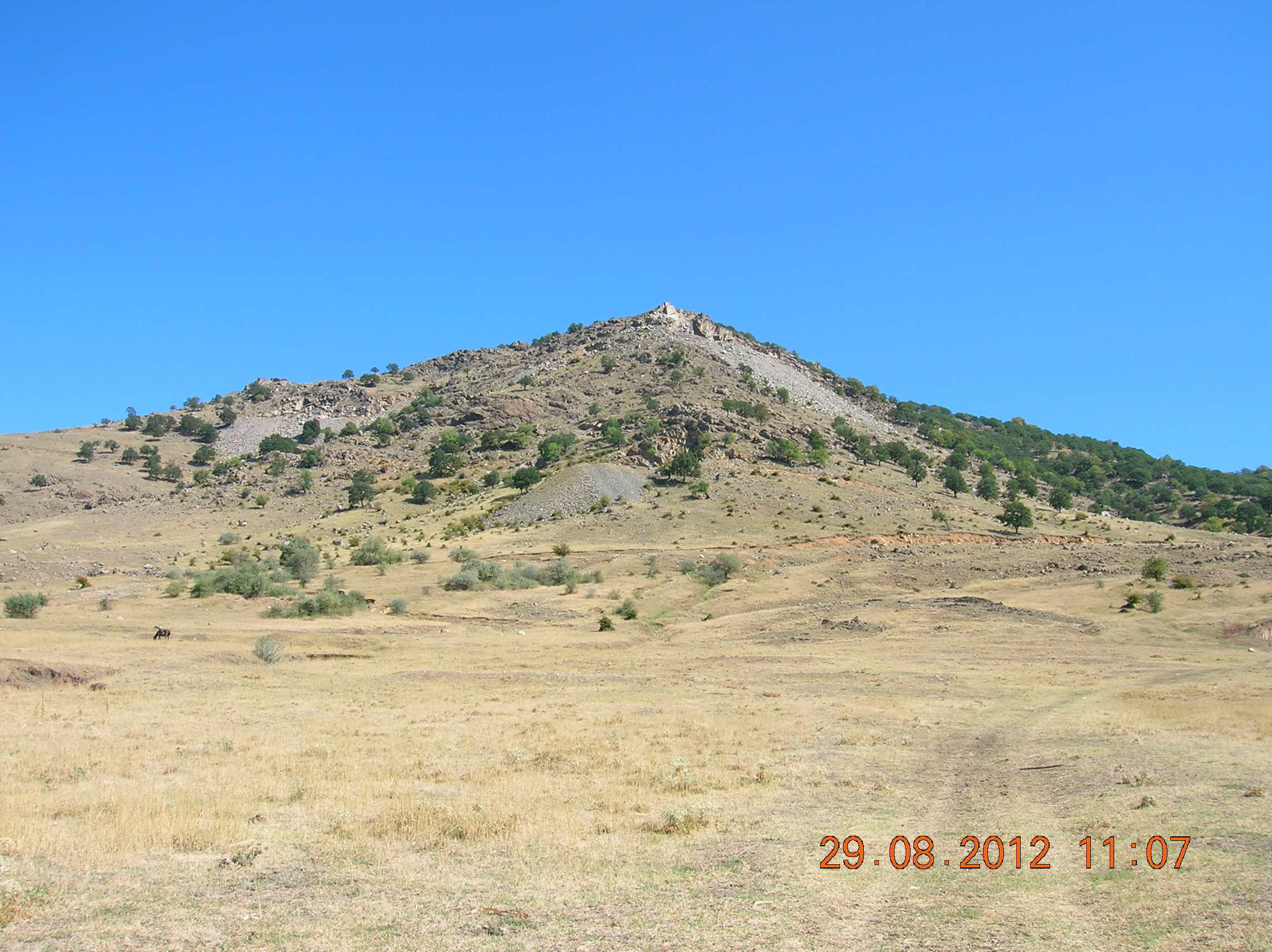
Pic Ţuglea (187 m)
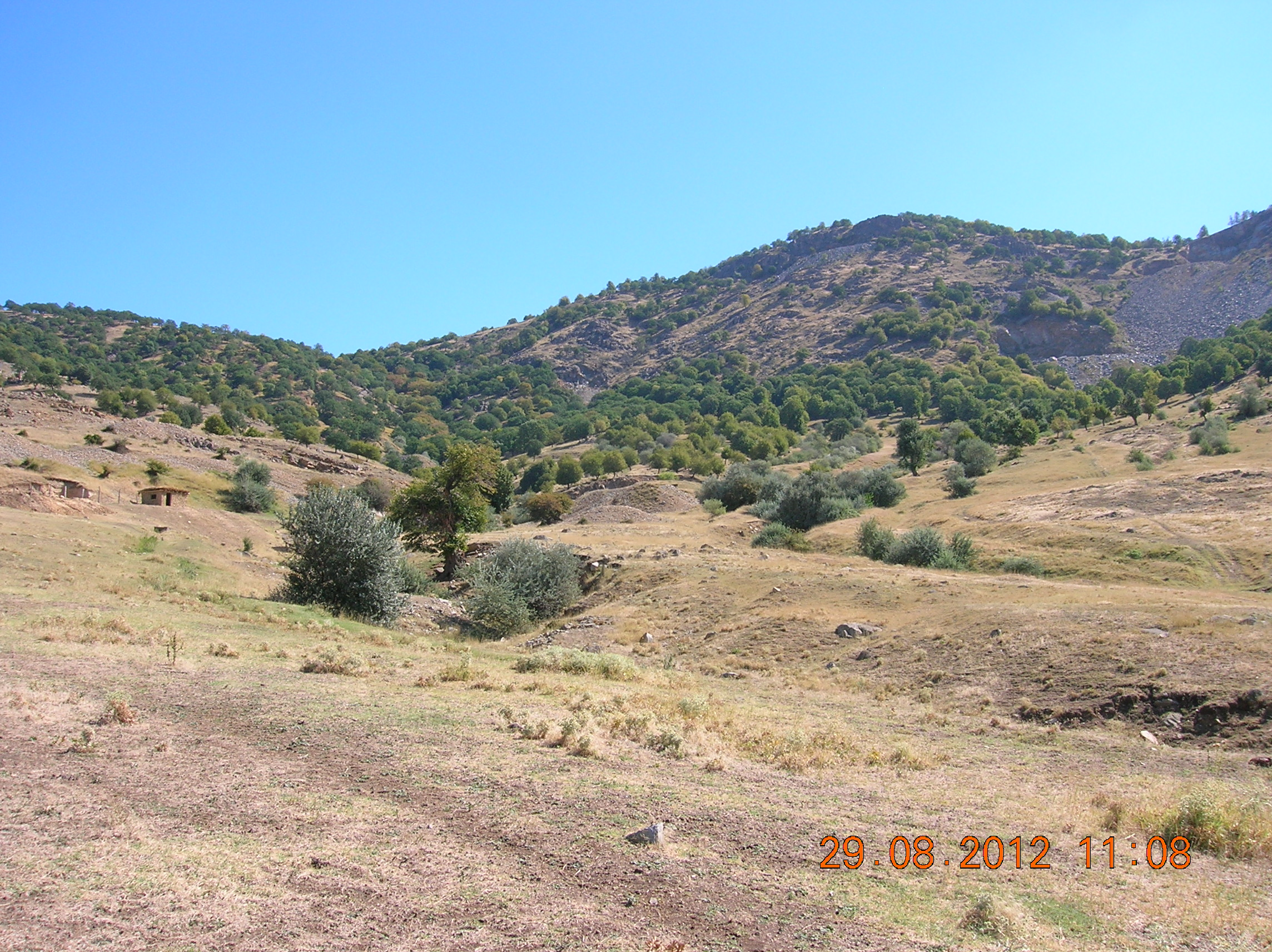
A la vall de Morse
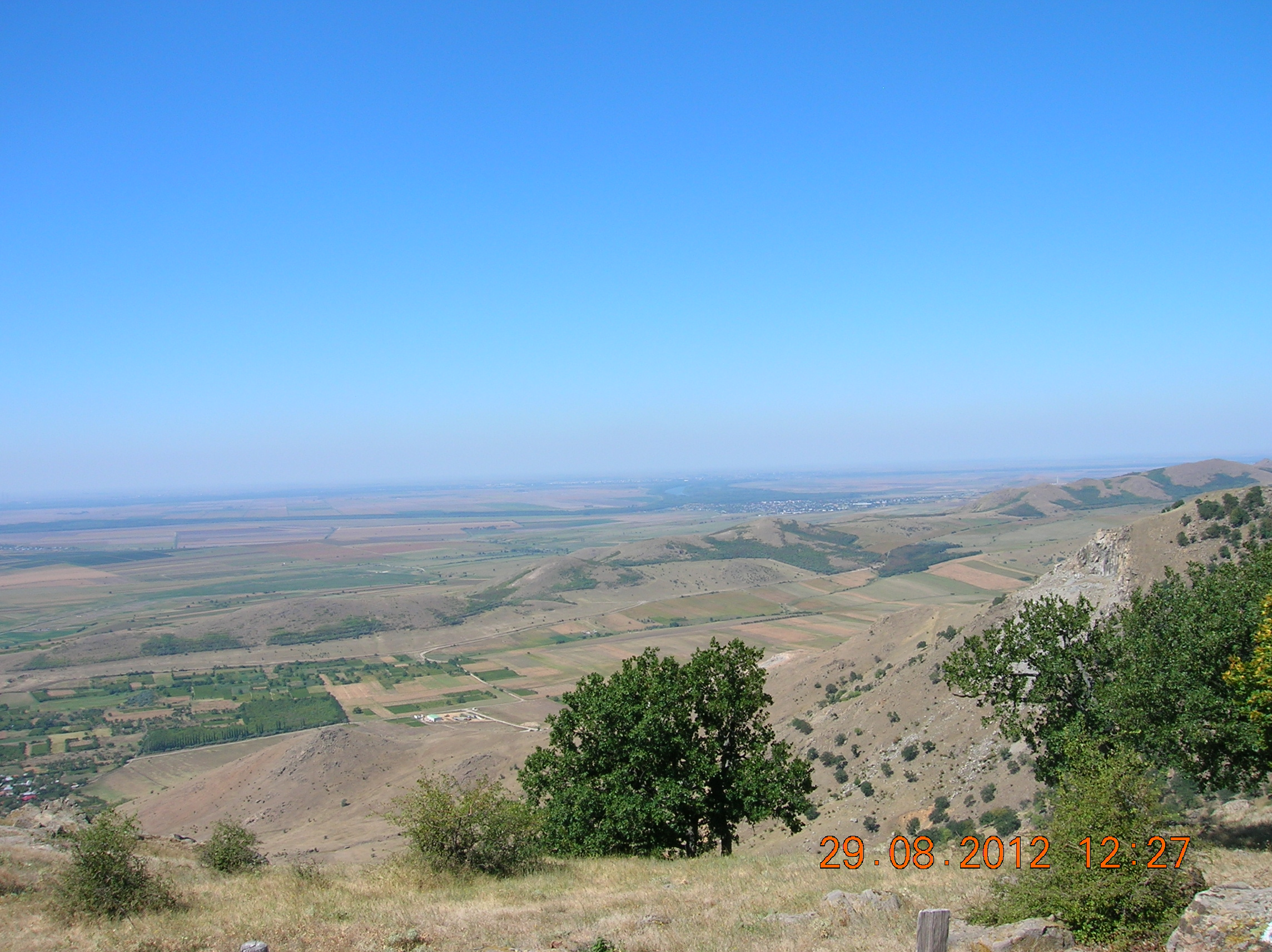
Des del vessant de Țuţuiatului, al segon pla, el pic Pricopan
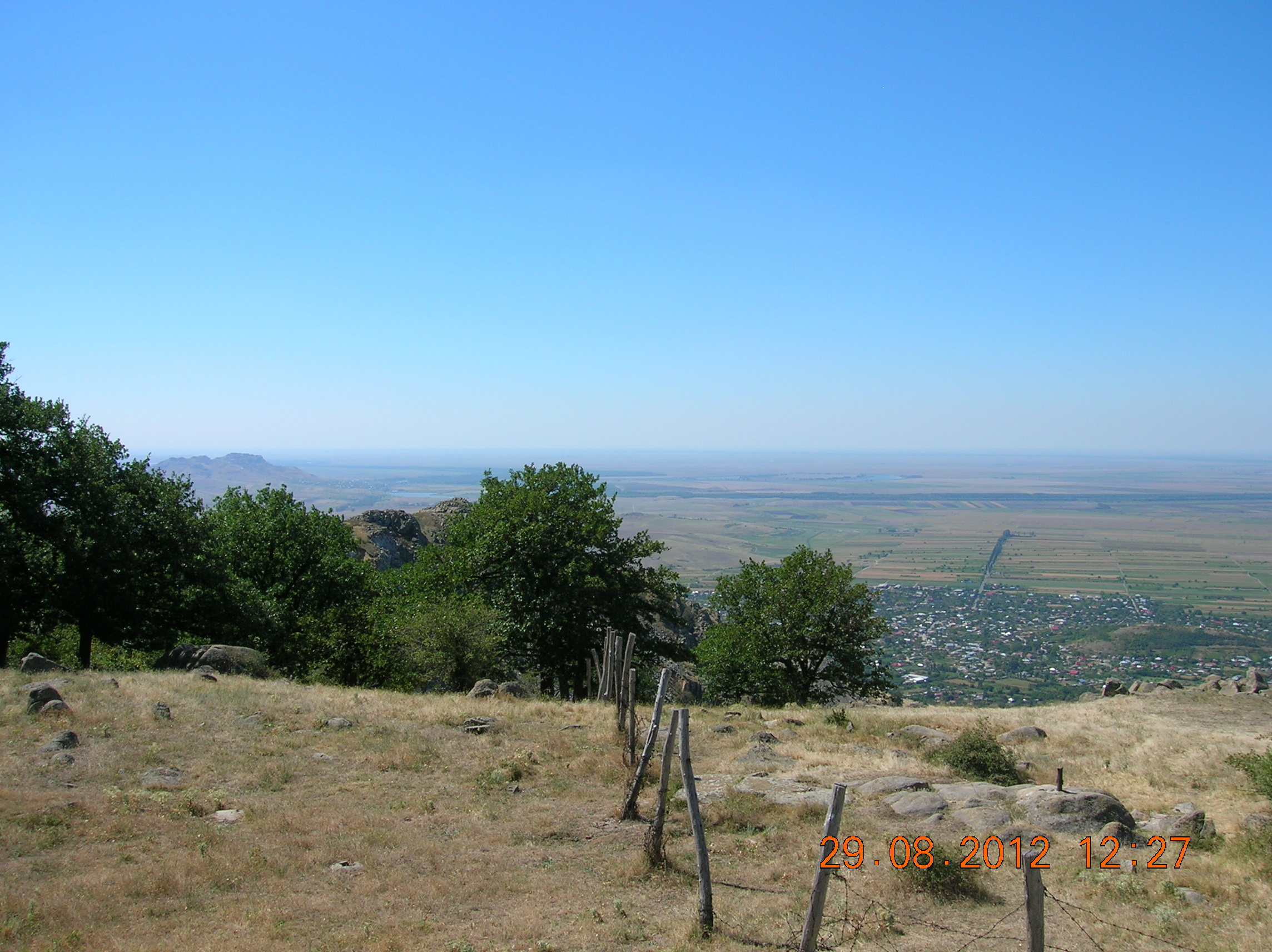
Poble de Greci, amb la carretera cap al DN 22D
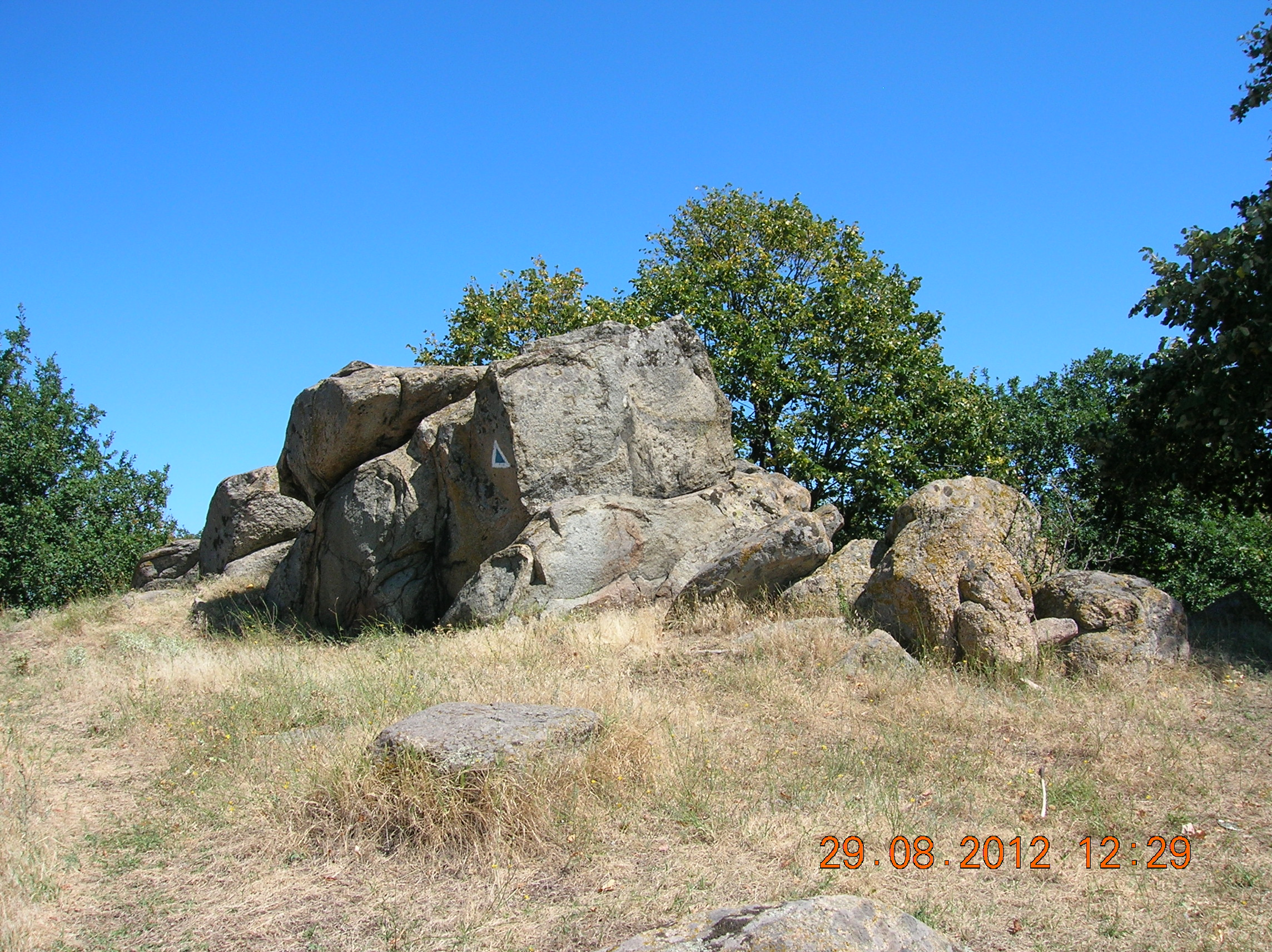
Sobre Ţuţuiatul
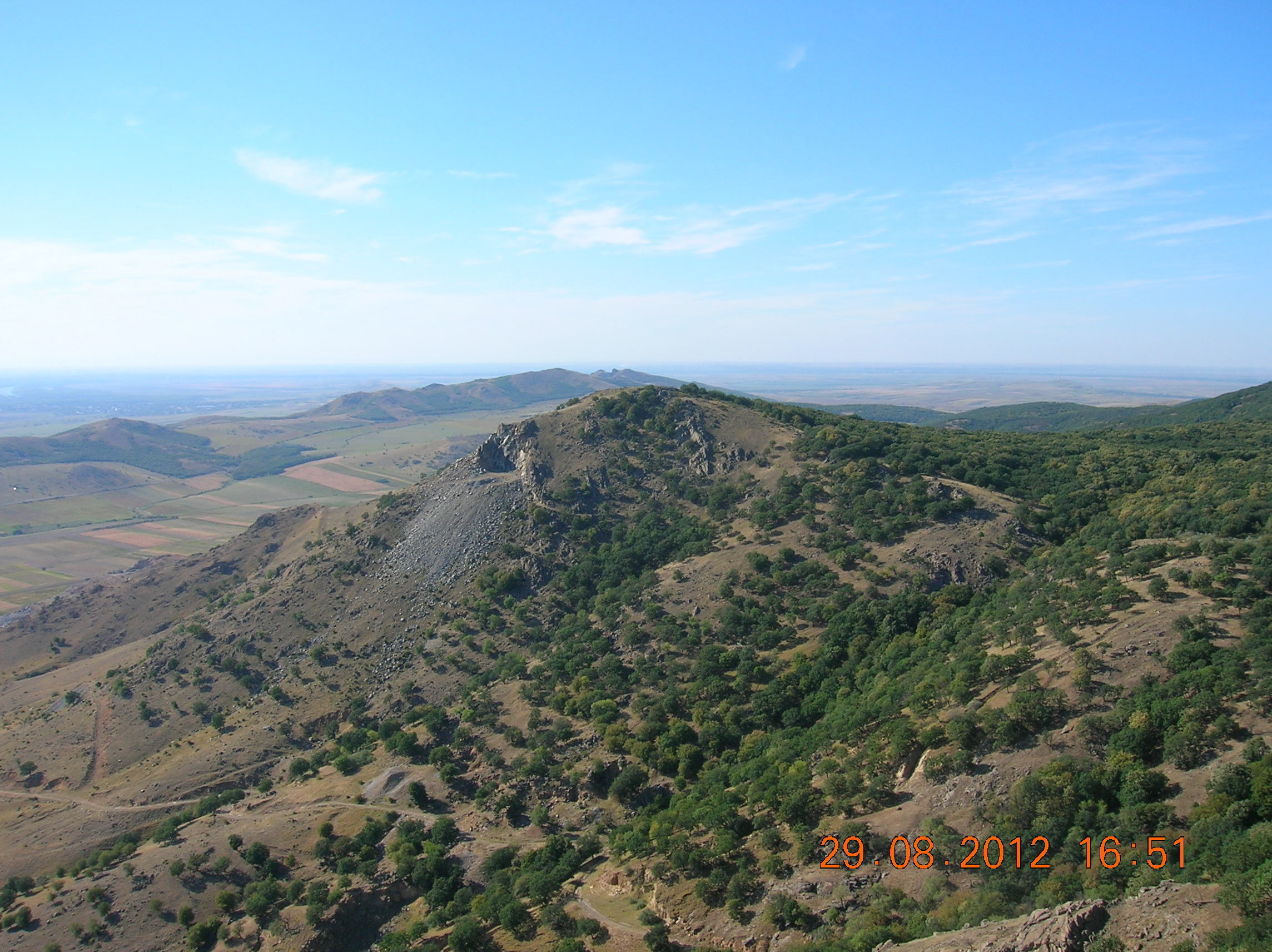
Cavalu (430 m), al pla II Culmea Pricopanului, al pla III Oraşul Măcin
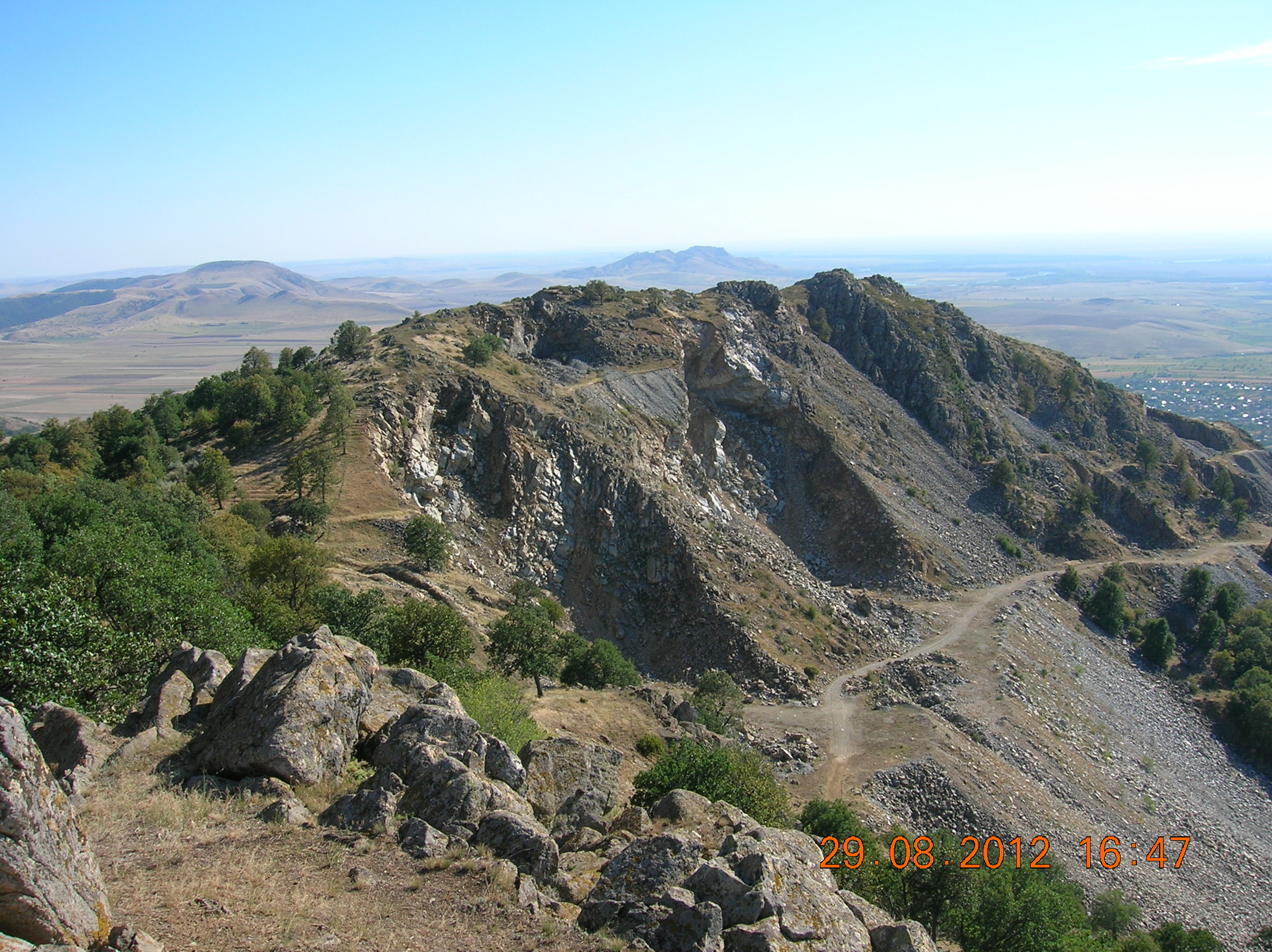
Pic Ghiunaltu (442 m)
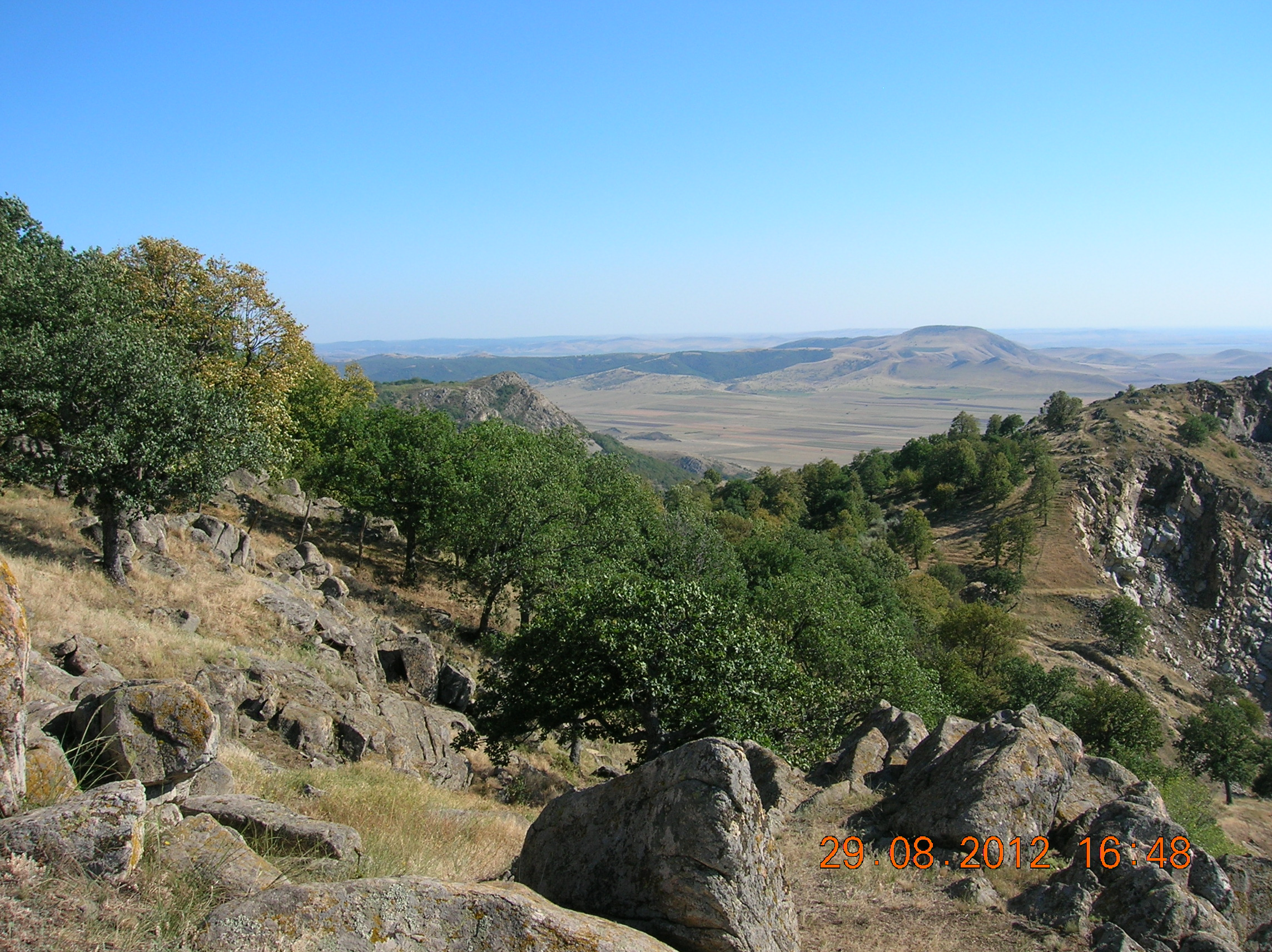
La sella entre Țuţuiatu i Ghiunaltu
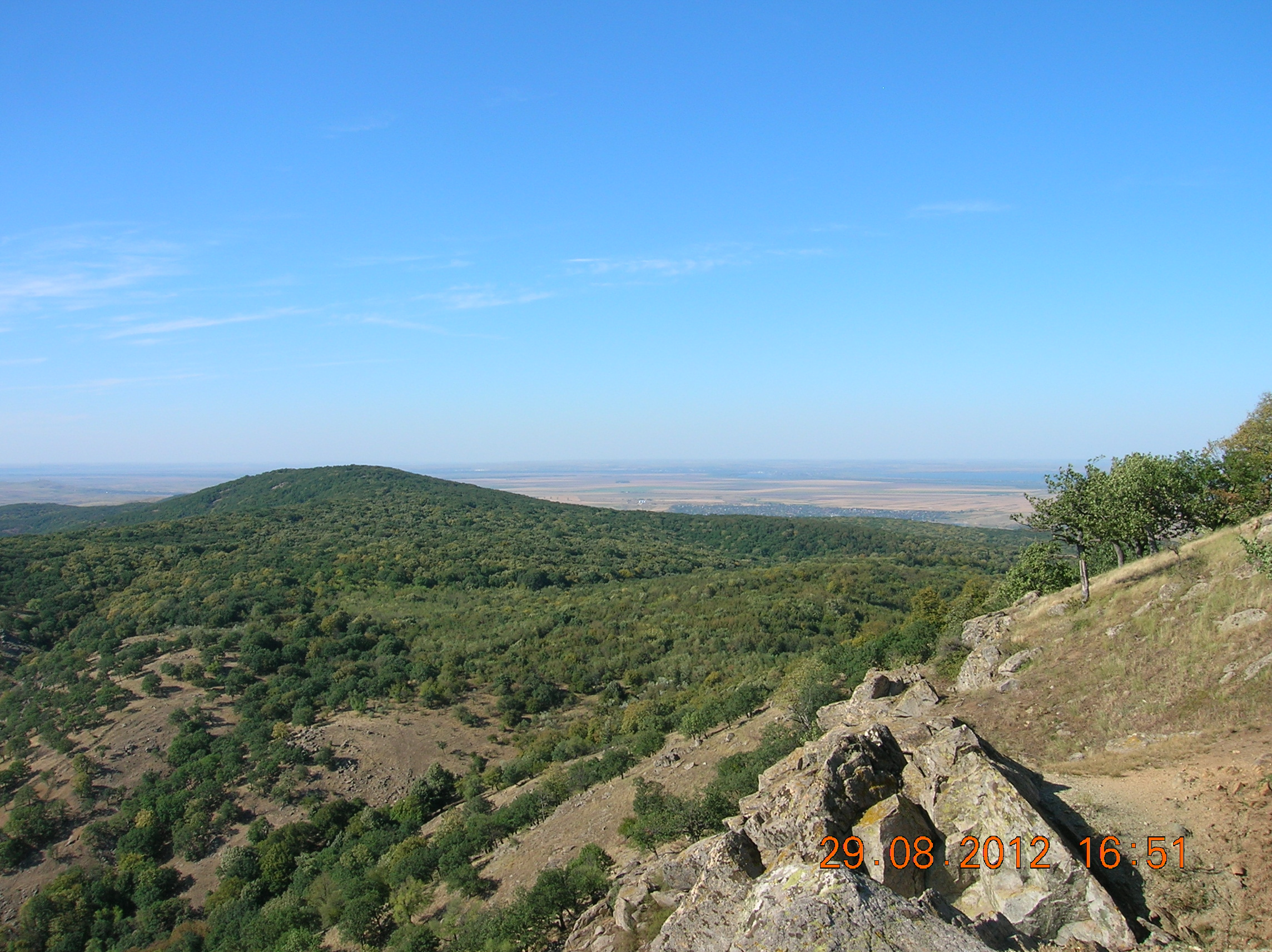
Cim Jalbă (382 m)
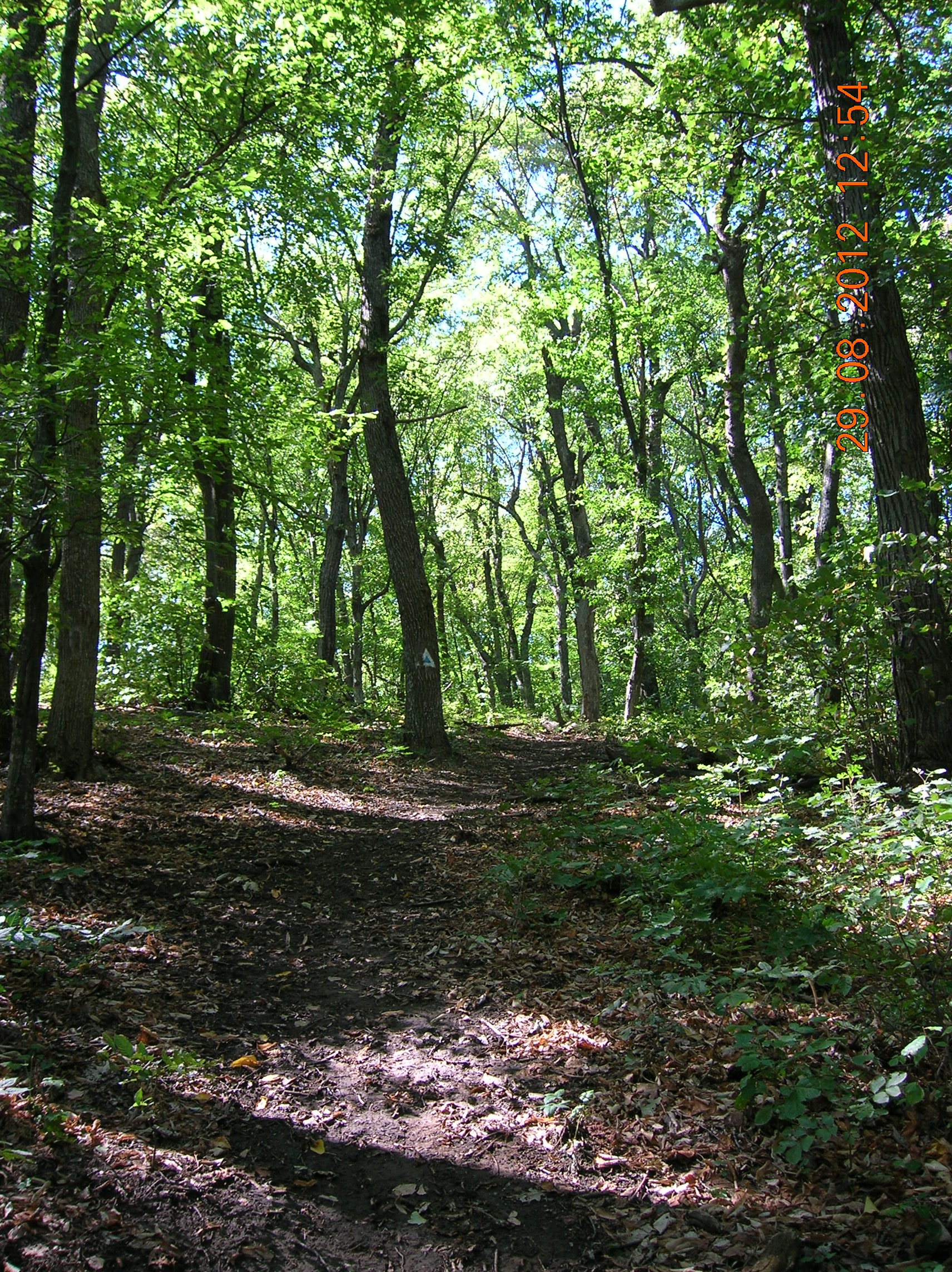
A Ţuţuiatu des de la vall de Piscu Înalt
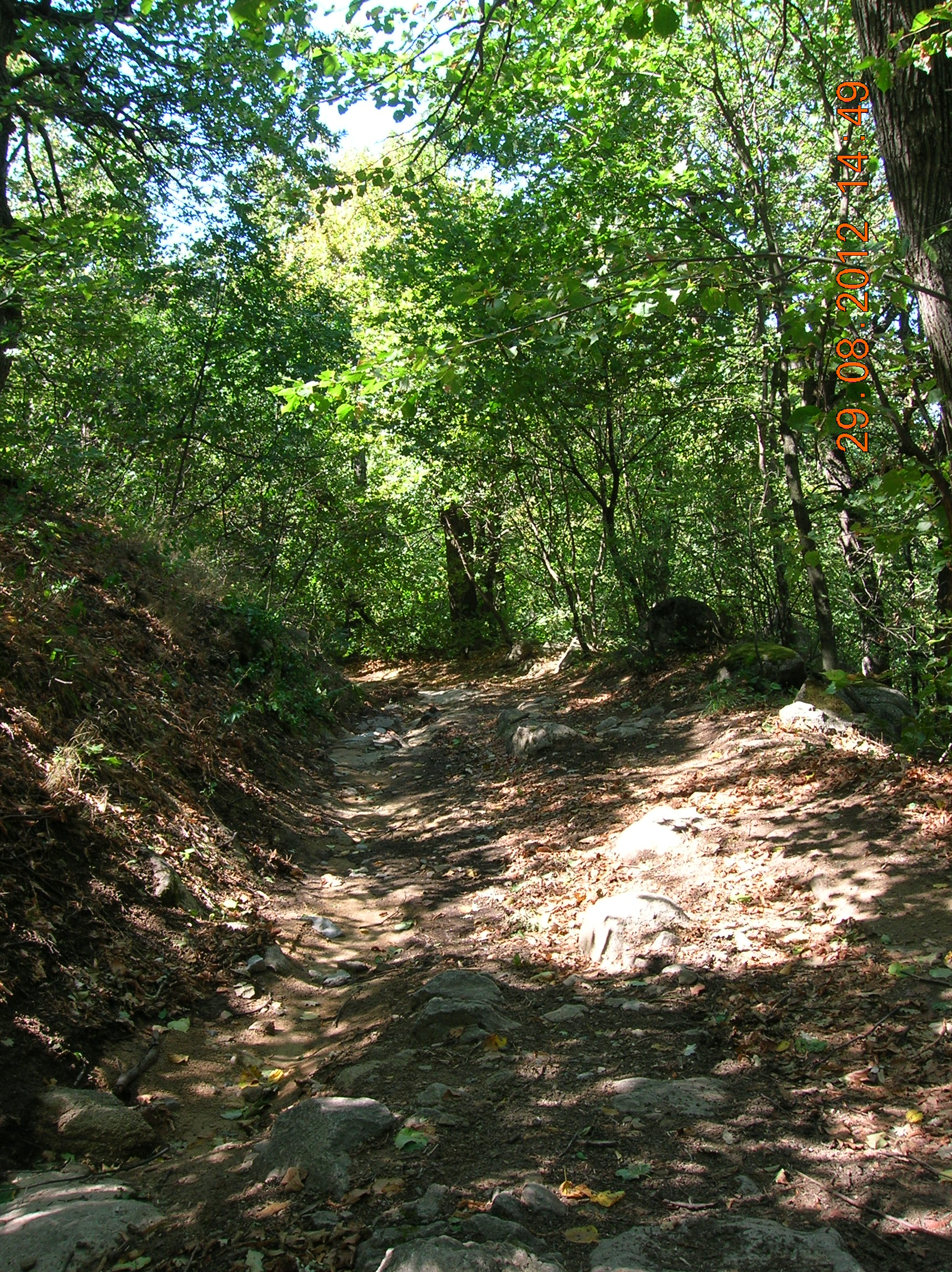
A Carabalu des de Valea Piscu Înalt